# Ломы (Забайкальский край)
Ломы — село в Сретенском районе Забайкальского края России. Входит в состав сельского поселения «Молодовское».

## География
Село находится в юго-западной части района, на левом берегу реки Шилка, на расстоянии примерно 17 км (по прямой) к северо-востоку от города Сретенск, административного центра района. Абсолютная высота — 435 м над уровнем моря.
Климат
Климат характеризуется как резко континентальный с продолжительной холодной малоснежной зимой и коротким тёплым летом. Среднегодовая температура воздуха составляет −5,3 — +3 °С. Средняя многолетняя температура самого холодного месяца (января) составляет −28 — −24 °С (абсолютный минимум — −55 °С), температура самого тёплого (июля) — 16 — 19 °С (абсолютный максимум — 40 °С). Безморозный период длится в течение 80 — 100 дней. Среднегодовое количество осадков — 350—400 мм.
Часовой пояс
Село Ломы находится в часовой зоне МСК+6. Смещение применяемого времени относительно UTC составляет +9:00.

## История
Основано в XVIII веке крестьянами, приписанными к Нерчинскому сереброплавильному заводу. В 1851 году жителей перевели в казачье сословие. Станица Ломовская входила в состав 3-го отдела Забайкальского казачьего войска.

## Население
| 1902 | 1923 | 1989 | 2002 | 2010 | 2021 |
| ---- | ---- | ---- | ---- | ---- | ---- |
| 634  | ↗853 | ↘425 | ↗438 | ↘360 | ↘311 |

Половой состав
По данным Всероссийской переписи населения 2010 года, в гендерной структуре населения мужчины составляли 49,4 %, женщины — соответственно 50,6 %.
Национальный состав
Согласно результатам переписи 2002 года, в национальной структуре населения русские составляли 100 % из 438 чел.

## Инфраструктура
В селе функционируют средняя школа, детский сад и фельдшерский пункт.